# بيل بيريز
بيل بيريز (بالإسبانية: Belle Pérez)‏ هي كاتبة غنائية ومغنية إسبانية وبلجيكية، ولدت في 29 يناير 1976 في نيربيلت في بلجيكا.

## وصلات خارجية
- الموقع الرسمي
- بيل بيريز على موقع IMDb (الإنجليزية)
- بيل بيريز على موقع ميوزك برينز (الإنجليزية)
- بيل بيريز على موقع أول ميوزيك (الإنجليزية)
- بيل بيريز على موقع ديسكوغز (الإنجليزية)
- بيل بيريز على موقع قاعدة بيانات الفيلم (الإنجليزية)